# Resistencia Juvenil
La Resistencia Juvenil (Jugendwiderstand en alemán, y abreviado como JW) fue un controvertido grupo juvenil maoísta de Alemania.

## Historia e Información general
La Resistencia Juvenil fue creada a partir de una escisión berlinesa del grupo Luchando Juntos (Zusammen Kämpfen), nacido en la ciudad de Magdeburgo. La división fue causada por un conflicto ideológico entre los miembros más libertarios de orientación marxista y los marxistas-leninistas más ortodoxos. La JW tenía su sede principalmente en Berlín (predominantemente en Wedding y Neukölln), pero también cotizó sucursales en Bückeburg, Dresde, Flensburgo, Hamburgo, Magdeburgo y Münster.
La ideología del JW se basó en la teoría del Marxismo-Leninismo-Maoísmo (MLM). El MLM es la aplicación universal del Pensamiento de Mao, siendo el principal teórico el peruano Abimael Guzmán, presidente del Partido Comunista del Perú. A partir de entonces, JW apoyó ferozmente las luchas revolucionarias del Partido Comunista de Filipinas y los naxalitas en India. Otras actividades de JW fueron, entre otras, la participación en las manifestaciones anuales del Primero de Mayo y Luxemburgo-Liebknecht  (LL),  haciendo campaña por boicots electorales y apoyando activamente a organización antifascista.

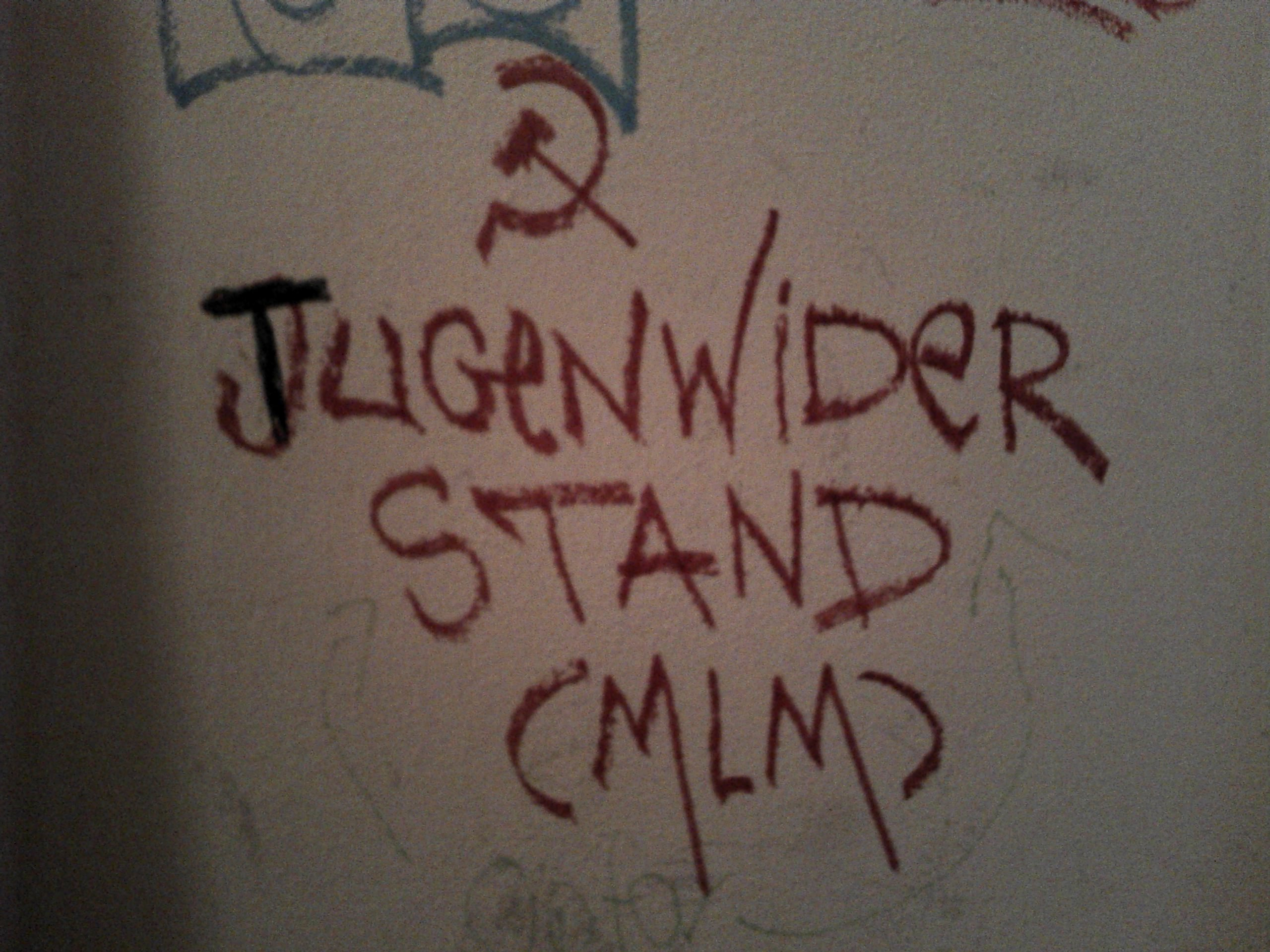
Grafiti donde se lee el nombre del Grupo

El 9 de junio de 2019, JW anunció en las redes sociales que se había disuelto. La principal razón dada por la organización fue que no podía hacer la transición entre ser una organización juvenil de vanguardia y un verdadero "partido comunista de las masas.
En la mañana del 26 de junio de 2019, la policía allanó siete casas de nueve miembros de la JW en Berlín y Renania del Norte-Westfalia. La policía confiscó armas, discos duros, teléfonos móviles y disfraces. Se sospecha que la disolución anunciada de JW es un engaño para complicar las investigaciones en curso

## Críticas
El JW ha sido criticado por ser homofóbico, nacionalista, antisemita, sectario y violento con otros grupos de izquierda. La JW refuta estas críticas por ser falsas o como parte de su praxis política (en el caso de su disposición violenta hacia otros grupos de izquierda). JW se destacó por su uso repetido de discursos nacionalistas y Völkisch. Algunos miembros del grupo eran exmiembros del Partido Nacionaldemócrata de Alemania.